# Curia di Pompeo
La Curia di Pompeo (in latino Curia Pompeia) fu una delle numerose aule di riunione della Roma repubblicana di grande significato storico. Essa faceva parte del grande complesso del Teatro di Pompeo, nel Campo Marzio.
La curia era una struttura destinata alle sedute del Senato o delle assemblee delle tribù.

## Storia
Nel 55 a.C., Gneo Pompeo Magno inaugurò il più grande teatro del mondo antico con un certo anticipo, prima che fosse completato.
Edificata con i ricavi delle sue campagne belliche, la struttura era un simbolo politico finalizzato ad esaltare la grandezza del console/generale romano e costituire un memoriale dei suoi successi ottenuti nel corso del suo cursus.
In seguito, anche gli imperatori romani copiarono questa attività edificatoria quando realizzarono i propri fori imperiali.
Nel periodo in cui si stava trasferendo la sede principale del Senato dalla Curia Cornelia alla nuova Curia Iulia ancora in costruzione, il Senato si riuniva in questo edificio di dimensioni più piccole.
Questo edificio divenne celebre perché in esso, alle idi di marzo del 44 a.C., i congiurati assassinarono Giulio Cesare.
Nell'opera A New Topographical Dictionary of Ancient Rome, Richardson afferma che, dopo l'assassinio di Cesare, Augusto rimosse la grande statua di Pompeo e fece murare la sala, citando Svetonio, che la sala fu in seguito trasformata in latrina, come riportato da Cassio Dione.
Mentre il teatro rimase in piedi per secoli, la curia ebbe vita breve: soltanto circa un decennio.

## Descrizione
La Curia era collegata al quadriportico retrostante il teatro e si trovava sul lato corto opposto al teatro. Essa aveva forma di esedra con il muro posteriore curvo. All'interno vi erano più file di sedili disposte su livelli diversi.
| Planimetria del Campo Marzio meridionale |
| --- |
| Tevere Navalia Circus Flaminius Teatro di Marcello T. di Diana T. della Pietà T. di Giano T. di Giunone T. di Spes Tempio di Bellona Tempio di Apollo Sosiano Tempio di Giove Statore Tempio di Giunone Regina Portico d'Ottavia Portico di Filippo T. d'Ercole Portico d'Ottavio Teatro di Balbo Crypta Balbi Portico di Minucio T. delle Ninfe Diribitorium T. di Giuturna T. della Fortuna T. di Feronia T. dei Lari Permarini Curia di Pompeo Portico di Pompeo Teatro di Pompeo Tempio di Venere Vincitrice Templi di Marte e Nettuno Santuario di Ercole Magnus Custos Tempio di Castore e Polluce Ponte Fabricio Isola Tiberina Porticus Maximae T. di Vulcano Porticus Divorum Villa Publica Hecatostylum T. della Fortuna equestre Anfiteatro di Statilio Tauro (?) |

## Archeologia
Oggi il sito della struttura corrisponde al Largo di Torre Argentina. Il sito archeologico fu studiato da Giuseppe Marchetti Longhi e quindi preservato su ordine di Benito Mussolini negli anni trenta del XX secolo.
Nell'area scavata, sono state rinvenute solamente le fondazioni della struttura originale e attualmente il sito della Curia si trova sotto a una strada moderna e a una linea tranviaria.
Nel 2012 è stato annunciato che ulteriori scavi hanno identificato il punto preciso dell'assassinio di Cesare, evidenziato da una lastra di due metri per tre metri che Augusto fece porre prima che l'edificio fosse murato. Poco tempo dopo fu annunciato anche che gli scavi sotterranei della Curia sarebbero stati aperti al pubblico nel 2013. Nonostante l'appello rivolto alla sindaca Raggi nel 2018, la parte sotterranea anche ad oggigiorno (maggio 2022) resta chiusa al pubblico.